# Внеземная жизнь

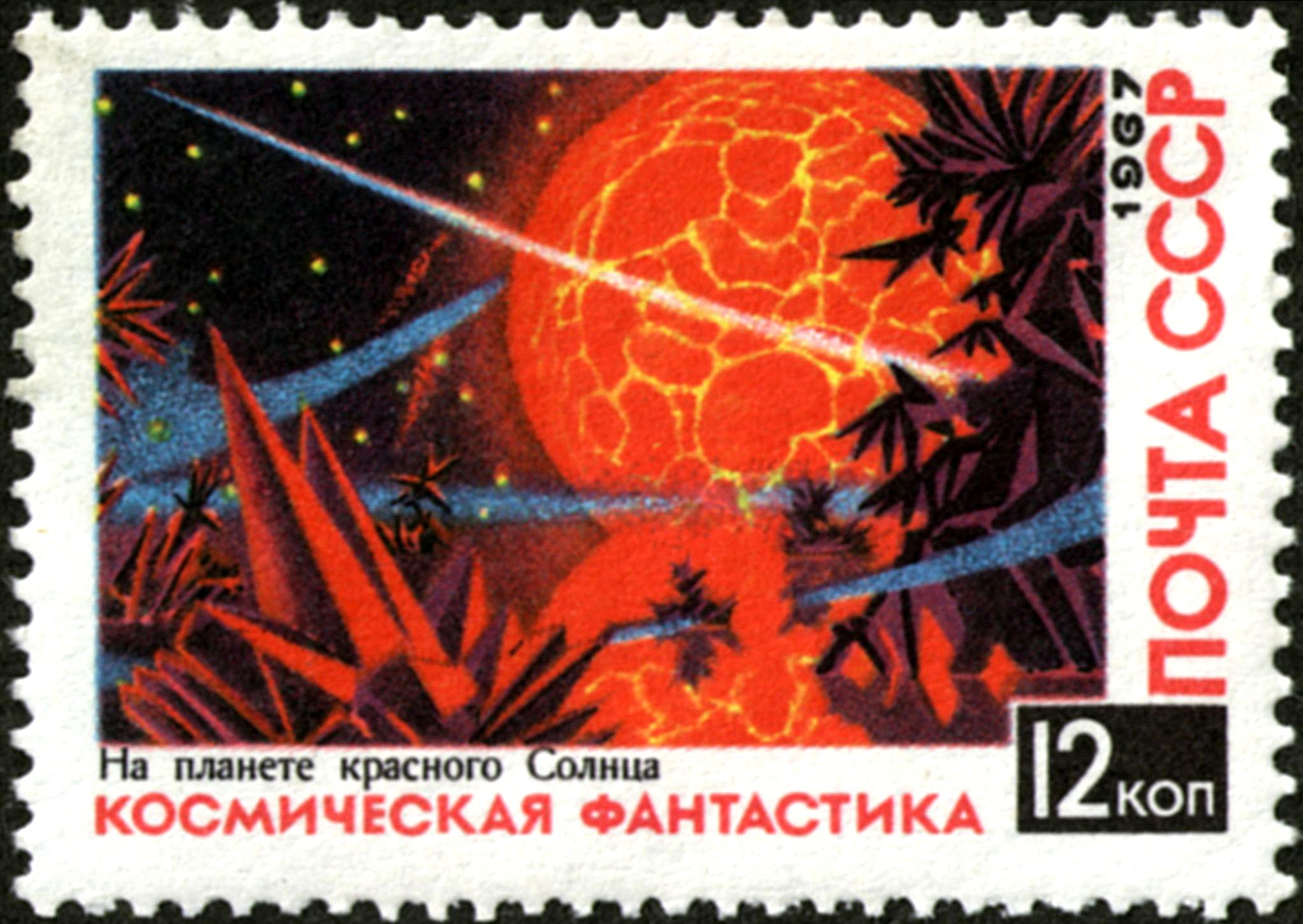
Внеземная форма жизни на планете около красного карлика. Почтовая марка СССР, 1967

Внеземна́я жизнь (инопланетная жизнь) — гипотетическая жизнь, возникшая и существующая за пределами Земли. Является предметом изучения астробиологии (экзобиологии) и ксенобиологии, а также одним из вымышленных объектов в научной фантастике. Такая гипотетическая жизнь может варьироваться от простых форм, сопоставимых с земными прокариотами, до существ, создавших цивилизации, значительно более продвинутых, чем человечество.
Вопрос о существовании других обитаемых миров обсуждался с древних времён. Современная форма концепции возникла, когда Коперниковская революция продемонстрировала, что Земля является обычной планетой, вращающейся вокруг Солнца. Идея существования других обитаемых планет или лун стала естественным следствием нового понимания. Эта тема стала одной из самых спекулятивных в науке и является одной из центральных в научной фантастике и популярной культуре.
С середины XX века ведутся активные поиски признаков внеземной жизни. Они включают в себя поиск существующей на настоящее время или существовавшей в прошлом внеземной жизни и более узкий поиск внеземной разумной жизни. Методы поиска связаны в основном с данными, полученными радиотелескопами.
В противоположность картинам, нарисованным научной фантастикой, исследования Солнечной системы показали, что условий для существования внеземной жизни на поверхности планет в ней на настоящий момент нет кроме, возможно, Титана и дискуссионно Венеры, однако потенциально обитаемы многочисленные подлёдные океаны ледяных спутников и карликовых планет, расположенных дальше снеговой линии, вне зоны обитаемости. Эти океаны труднодостижимы, хотя проекты их исследований уже были предложены.
Современная наука не имеет никаких наблюдательных оснований утверждать, что инопланетяне существуют и тем более – присутствуют на Земле; в то же время не существует научных оснований говорить, что жизнь или разум на Земле уникальны и больше во Вселенной их нет.
Среди учёных-биологов встречаются две крайние точки зрения. Одной придерживался цитолог Кристиан ле Дюв, утверждавший, что жизнь является «космическим императивом», то есть неизбежно возникает в любом месте, где позволяют физические условия. Противоположная точка зрения, которой придерживался молекулярный биолог Фрэнсис Крик, один из открывателей структуры ДНК, говорит, что возникновение жизни это очень маловероятное событие, а жизнь на Земле существует потому, что во Вселенной есть множество планет, где могли быть «поставлены» подобные естественные «эксперименты». Наука пока не выяснила, какая точка зрения верна и насколько вероятно стечение обстоятельств, которое привело к появлению жизни, но существенно продвинулась в этом направлении и показала, что для возникновения жизни не требуется сверхъестественных сил.

## Предпосылки предположений
Возникновение жизни на Земле даёт очевидные предпосылки для предположения о том, что такие же условия могли сложиться на других планетах. Можно сколько-нибудь определённо говорить только об эволюции жизни, которая напоминает земную.
Советский астроном Иосиф Шкловский осторожно предполагал, что благоприятные условия для возникновения жизни существуют на планетах, вращающихся возле холодных и достаточно стабильных одиночных звёзд спектрального класса G, K, M (близких по свойствам к Солнцу). Число таких звёзд в нашей галактике можно оценить как 109.
Открытие планет у других звёздных систем также косвенно указывает на наличие мест во вселенной, благоприятных для возникновения жизни в «обитаемой зоне». Возможности современной астрономии не позволяют оценить условия жизни на таких планетах, но если в будущем технические возможности позволят определить, скажем, наличие кислорода в атмосфере, это станет важным свидетельством в пользу доказательства наличия жизни за пределами Земли.
Наличие на Земле форм жизни, которые могут сохранить способность к размножению после пребывания в экстремальных условиях (выдерживать высокие перепады температур, давления, неблагоприятную среду) позволяет говорить о том, что жизнь может зародиться и сохраниться в условиях, далёких от земных.
Возможное доказательство существования жизни вне Земли имеет не только чисто теоретическое значение. Одной из распространённых теорий, объясняющих возникновение жизни на Земле, является панспермия. Не следует забывать о том, что жизнь за пределами Земли на данный момент не более чем научная гипотеза. Многие учёные весьма скептически относятся как к возможности обнаружить внеземную жизнь в обозримом будущем, так и возможности распознать её, даже если землянам повезёт с ней столкнуться.

Если только в одной нашей Галактике насчитываются миллиарды планет и миллионы миллиардов планет во Вселенной, то, несомненно, вопрос о том, могут существовать там другие цивилизации или нет, будет приобретать всё большую актуальность.
— Академик В. А. Амбарцумян

## Поиски
В прошлые века наличие жизни на планетах Солнечной системы считалось весьма вероятным. Особенно это связывали с обнаружением методами астрономии сезонов (времен года), возможных морей и суши и т. н. каналов на Марсе. Существовали даже абстрактные предположения о существовании селенитов, марсиан и т. д. Некоторые учёные, например Лоуэлл и Аррениус, ещё в начале XX века считали наличие растительности на Марсе и Венере вполне вероятным.
Начиная со второй половины XX века учёные ведут целенаправленные поиски внеземной жизни внутри Солнечной системы и за её пределами, особенно с помощью автоматических межпланетных станций (АМС) и космических телескопов. Данные исследований метеоритов, верхних слоёв атмосферы Земли и данные, собранные в рамках космических программ, позволяют некоторым учёным утверждать, что простейшие формы жизни могут существовать на других планетах Солнечной системы. При этом, согласно современным научным представлениям, вероятность обнаружения высокоорганизованной жизни на всех планетах Солнечной системы, кроме Марса и некоторых спутников Юпитера и Сатурна, крайне мала.
Астробиологи продолжают вести поиски хотя бы элементарных форм (бактерии, простейшие) на Марсе, Венере. Считаются перспективными для поиска также некоторые спутники газовых гигантов Юпитера и Сатурна с подповерхностными океанами, водяным льдом и атмосферой (Европа, Каллисто, Ганимед, Энцелад, Титан).
Исследования Марса при помощи орбитальных и спускаемых АМС пока позволили лишь утверждать о благоприятных факторах, способствующих жизни. На поверхности планеты были обнаружены признаки воды. Это, а также наличие метана в атмосфере и климатические условия планеты говорят о том, что в принципе на Марсе могут быть обнаружены простейшие микроорганизмы. В рамках программы АМС «Викинг» велись непосредственные поиски следов жизни на поверхности Марса, не давшие положительного результата, как и последующие программы спускаемых аппаратов и марсоходов «Феникс», Spirit, Opportunity, Curiosity. На дальнейшие поиски ориентированы программы посадочных АМС/марсоходов ЭкзоМарс и АМС возврата грунта Mars Sample Return Mission.
О возможном наличии живых существ на поверхности Венеры заявил в январе 2012 года главный научный сотрудник Института космических исследований РАН Леонид Ксанфомалити. При изучении фотографий, переданных советскими АМС в 1970-е и 1980-е годы, он обнаружил некие объекты, которые появляются и исчезают на серии последовательных снимков (см.: Жизнь на Венере).
В 2010 году группа учёных из НАСА заявила на основании полученных с АМС «Кассини» данных об обнаружении на спутнике Сатурна Титане косвенных признаков жизнедеятельности примитивных организмов (см.: Жизнь на Титане). Поиски жизни на месте на спутниках Юпитера предполагаются в перспективных программах АМС со спускаемыми аппаратами, криоботами, гидроботами типа Лаплас—П и др.
Поиски форм жизни за пределами Солнечной системы организованы в направлении обнаружения возможных следов деятельности разумных существ. Так, с 1971 года работает проект SETI, в рамках которой учёные пытаются обнаружить активность внеземных цивилизаций в радиодиапазоне. У проекта SETI есть общественное распространение в виде краудсорсинговой программы SETI@home.
После появления близкого к программе SETI также краудсорсингового интернет-ресурса обзора Вселенной WikiSky поиски НЛО и других проявлений внеземного разума в космосе стали доступны не только астрономам и участникам проекта SETI и программы SETI@home, но и ещё более широким массам.
Открытия экзопланет, ставшие особенно многочисленными с появлением специализированных космических телескопов типа Kepler, в том числе краудсорсингового проекта Planet Hunters по поиску таких планет в его базе данных, также стали перспективными в плане поиска внеземной жизни и цивилизаций на экзопланетах, находящихся в обитаемой зоне. После 2020 года НАСА планирует запустить космический телескоп ATLAST, способный обнаружить косвенные признаки жизнедеятельности на экзопланетах в обитаемой зоне. Наличие жизни на планете будет косвенно подтверждено в случае обнаружения «биосигнатур» (например, молекулярного кислорода, озона, воды и метана) в спектре атмосферы землеподобных экзопланет.
Некоторые гипотезы предполагают, что пульсары — это своего рода сверхмощные «маяки» (гипотеза Иосифа Шкловского), а квазары — это возможные импульсы фотонных двигателей звездолётов внеземных цивилизаций, движущихся от наблюдателя (этим предполагалось объяснить огромную скорость квазара, вычисленную по его красному смещению, — фотонный двигатель и имел бы субсветовую скорость, чем снимался парадокс об огромном удалении квазара от наблюдателя).
Есть также теоретические предположения о возможности использования внеземными цивилизациями, помимо звездолётов, колоний О’Нейла, сфер Дайсона и других астроинженерных сооружений, которые могут быть обнаружены средствами наблюдательной астрономии, в том числе спутниками-телескопами типа Хаббл, Wise и др. В 2015 году по результатам наблюдений космического телескопа по поиску экзопланет Kepler рядом исследователей было предположено существование сферы Дайсона или других астроинженерных сооружений в системе звезды KIC 8462852 созвездия Лебедя.
В 2020 году космическое агентство NASA опубликовало статью на тему поиска внеземной жизни. Учёные пришли к выводу, что вероятнее всего появление внеземной жизни в системах со звёздами G- и K-типов. Учёные Эдвард Гайнан и Скотт Ингл из университета Вилланова пришли к выводу, что один из главных факторов, влияющих на шансы зарождения жизни в системах К- и G-звёзд — более благоприятное радиационное излучение по сравнению с системами красных карликов. В результате анализа метеорита Оргей российские учёные нашли подтверждения теории панспермии.
В сентябре 2020 года было объявлено об обнаружении в атмосфере Венеры «маркера жизни» — газа фосфина в количестве, которое не удаётся объяснить абиогенными процессами. Это рассматривается как свидетельство возможного существования на этой планете микробной жизни или каких-то неизвестных учёным фотохимических или геохимических процессов.
В ноябре 2020 года в атмосфере Титана ученые обнаружили следы циклопропенилидина — простого соединения на основе углерода. Раньше его находили только в газопылевых облаках в межзвездной среде, так как в других условиях он быстро вступает в химические реакции с другими соединениями. Подобное вещество образуют основу молекул ДНК и РНК — «строительных блоков» жизни. Планетологи не исключают вероятность того, что на основе этого вещества могут зародиться крайне экзотические формы жизни, способные, например, переносить крайне сильный холод — 200 °C, которое не может вынести ни одно живое создание на Земле.
В апреле 2022 года японские и американские ученые проанализировав метеориты, нашли в них строительные блоки ДНК и РНК. Это дает основание утверждать, что жизнь может зародиться глубоко в космосе, и возможно благодаря метеоритам на Земле и зародилась жизнь.
В апреле 2025 года ученые Кембриджского университета по данным космического телескопа «Джеймс Уэбб», обнаружили химические следы молекулы диметилсульфида, в атмосфере экзопланеты K2-18b. Данная молекула в свою очередь является органическим соединением (органическим сульфидом) и основным продуктом жизнедеятельности на нашей планете, однако учёные не спешат пока что делать резкие выводы, так как на других планетах данное  соединение может быть каким-то образом связана с геологическими или химическими процессами.

## Признаки внеземной жизни
- Вода в жидком виде, вероятно, является одним из условий жизни. Несмотря на то, что представления о зарождении жизни в воде уже не являются однозначно поддерживаемыми[23], она является вторым важнейшим для земной жизни компонентом после углерода. Жидкая вода замечена под ледяной корой на Европе и Энцеладе. Подледный океан может оказаться распространенным явлением среди ледяных спутников и планет.
- Наличие органических соединений или характерных для жизни веществ:
  - Глицин[24];
  - Аммиак, метан[25][26] являются веществами с коротким «периодом жизни» в атмосфере планет. Две возможные причины наличия данных веществ в атмосфере планет: жизнь или вулканизм. Например, наличие этих веществ в марсианской атмосфере косвенно указывает на возможность существования современной жизни на Марсе, так как на этой планете давно не замечался вулканизм.
- Аномальное инфракрасное излучение[27].
- Осмысленные радиосообщения будут являться признаком разумной жизни (см. SETI@home).
- Признаками развитой технологически жизни будут сооружения космического масштаба, в результате исследования космоса обнаружены не были и их полезность для цивилизации такого уровня оспаривается.

Для установления наличия этих показателей используются: телескоп для усиления светового потока, спектрограф для анализа его спектра.

## Наличие следов жизни в метеоритах

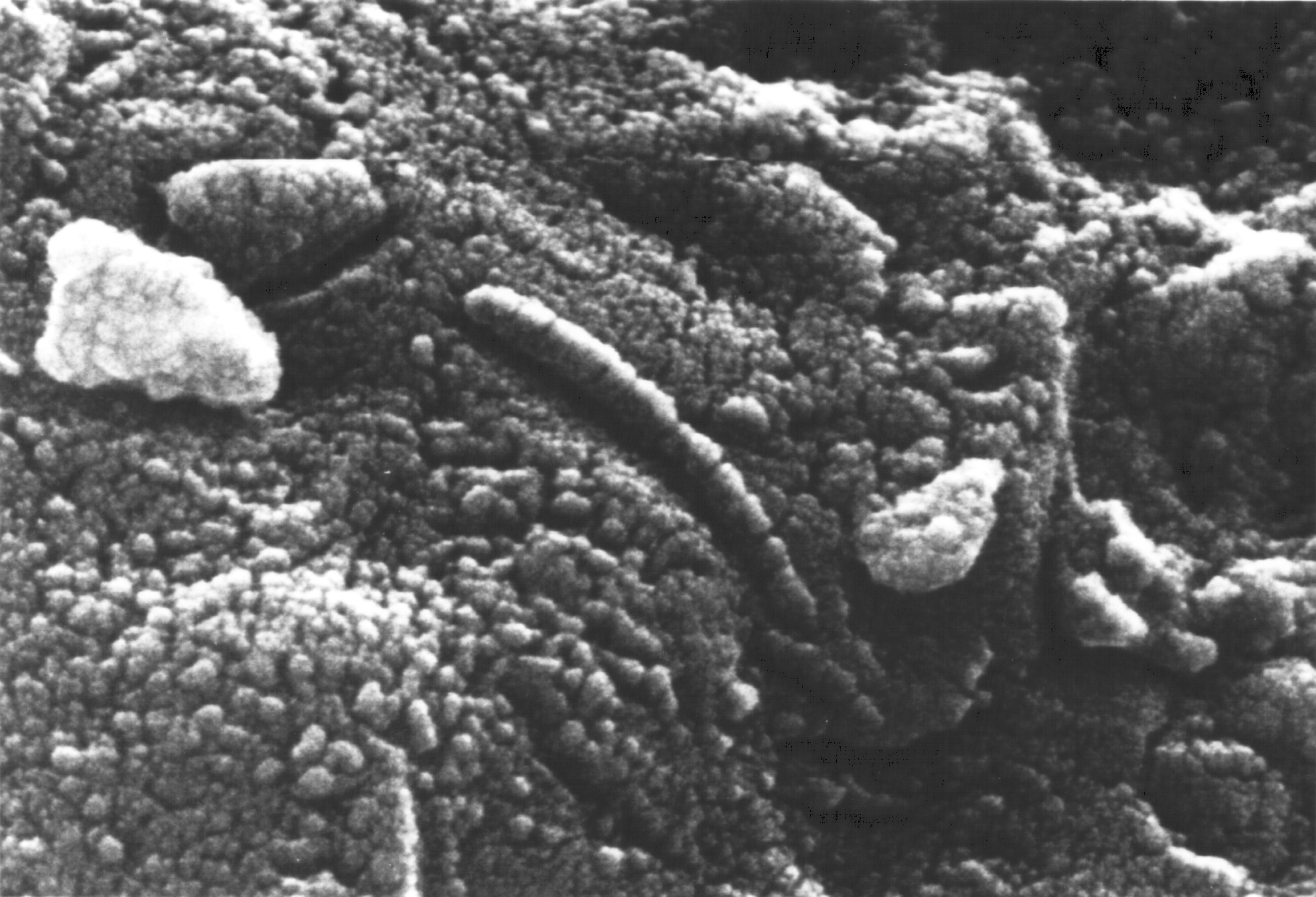
Предполагаемые структуры нанобов в метеорите ALH 84001

При исследовании углеродосодержащих (углистых) метеоритов в их составе обнаруживают вещества, которые в земных условиях являются продуктами жизнедеятельности.
При исследовании каменных метеоритов иногда обнаруживаются так называемые «организованные элементы» — микроскопические (5—50 мкм) «одноклеточные» образования, часто имеющие явно выраженные двойные стенки, поры, шипы и так далее.
На сегодняшний день не доказано, что эти окаменелости принадлежат останкам каких-либо форм внеземной жизни. Но, с другой стороны, эти образования имеют такую высокую степень организации, которую принято связывать с жизнью.
Особенностью «организованных элементов» является также их многочисленность: на 1 г вещества углистого метеорита приходится примерно 1800 «организованных элементов».
В августе 1996 года в журнале Science была опубликована статья об исследовании метеорита ALH 84001, найденного в Антарктиде в 1984 году. Изотопное датирование показало, что метеорит возник 4—4,5 миллиардов лет назад, а 15 миллионов лет назад был выброшен в межпланетное пространство; 13 тысяч лет назад метеорит упал на Землю. Изучая метеорит с помощью электронного микроскопа, учёные обнаружили микроскопические окаменелости, напоминающие бактериальные колонии, состоящие из отдельных частей размером примерно 100 нм. Также были найдены следы веществ, образующихся при разложении микроорганизмов. Работа была неоднозначно встречена научным сообществом. Критики отметили, что размеры найденных образований в 100—1000 раз меньше типичных земных бактерий, и их объём слишком мал для размещения в нём молекул ДНК и РНК. В ходе последующих исследований в образцах были обнаружены следы земных биозагрязнений. В целом аргументы в пользу того, что образования являются окаменелостями бактерий, выглядят недостаточно убедительными.

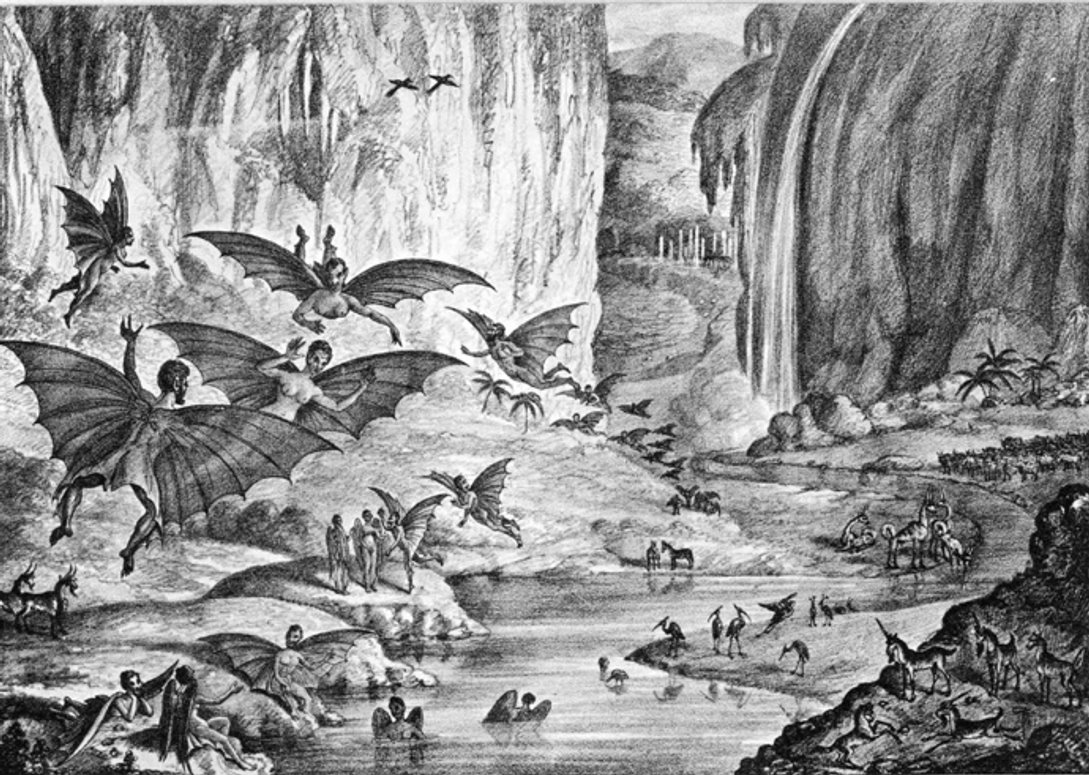
Лунные мышелюди, животные и пейзаж. Литография XIX века

## В научной фантастике
Внеземная жизнь — один из важных атрибутов и также действующих лиц в произведениях многих авторов. Упоминания о существовании жизни за пределами Земли относятся ещё к античной (Лукиан) и средневековой литературе (Джордано Бруно). Современная научно-фантастическая традиция столкновения с инопланетной жизнью заложена произведениями Жозефа Рони-старшего («Ксипехузы») и Герберта Уэллса («Война миров»). Проблема поиска и исследования внеземной жизни поднимается такими известными авторами как Роберт Шекли (например, рассказ «Пиявка»), Клиффорд Саймак («Всё живое»), Кир Булычёв («Половина жизни», «Посёлок»), Иван Ефремов («Сердце Змеи», «Туманность Андромеды») и многими другими.
Темы, связанные с внеземной жизнью, разнообразны. Это попытки распознать трудноразличимую грань между разумной и неразумной жизнью (братья Стругацкие «Полдень, XXII век», Василий Головачёв «Реликт»). Столкновение с неорганической формой жизни (братья Стругацкие «Страна багровых туч»). Вышедшие из-под контроля механизмы сами становятся своего рода живыми и начинают эволюционировать (Станислав Лем «Непобедимый»).